# Université pour femmes

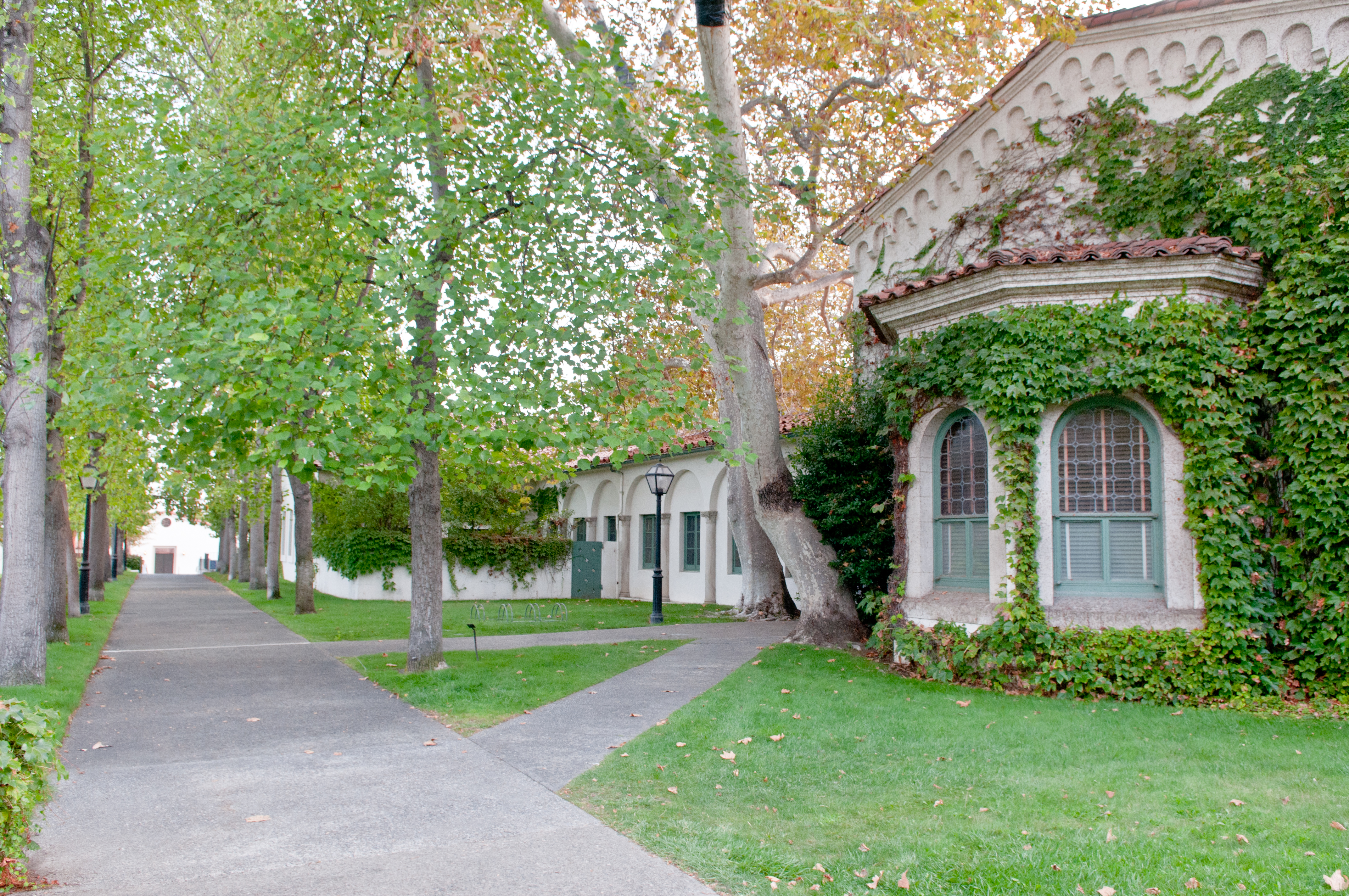
Le Scripps College, une université pour femmes aux États-Unis.

Une université pour femmes est une institution d'enseignement supérieur destinée aux femmes.

## Définition
Harwarth et al. définissent les universités pour femmes comme des établissements d'enseignement supérieur, en particulier dans le contexte des États-Unis, qui ont comme mission la promotion et l'expansion de l'éducation des femmes. Tandis que la plupart des universités ont une majorité de femmes comme étudiants, les universités pour femmes comportent une prédominance d'étudiantes.
D'autres modes de fonctionnement existent. En Arabie saoudite, la plupart des principales universités sont composées de deux branches : l'une pour femmes seulement et l'autre pour les hommes seulement.

## Canada

### Francophone ou bilingue

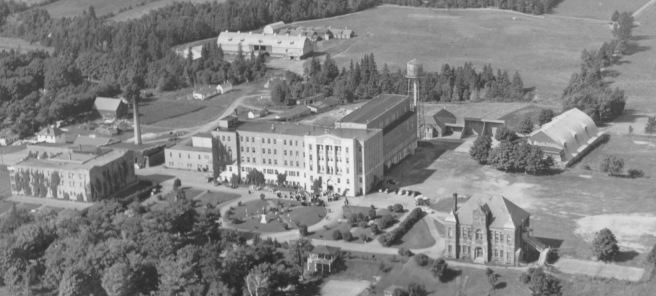
Le collège Saint-Joseph est la première université francophone des Provinces atlantiques, au Canada.

Historiquement, en Acadie, la Congrégation de Notre-Dame-du-Sacré-Cœur ouvre le premier établissement ouvert aux femmes au collège Saint-Joseph de Memramcook (1943), qui est par la suite déplacé à Moncton (1949). La même année, les hospitalières de Saint-Joseph ouvrent un autre établissement pour femmes à Saint-Basile.
En 1963, lorsque l'université de Moncton est créée, le collège Saint-Joseph s'y affilie puis ferme ses portes en 1972.

### Anglophone
Les Sœurs de Saint Vincent de Paul fondent en 1873 à Halifax, l'Université Mount Saint Vincent. À une époque où les femmes n'avaient pas encore le droit de voter, sa mission est d'éduquer des novices religieuses et aussi de permettre aux femmes d'accéder à une éducation universitaire. L'université devient mixte en 1967.
En 1887, Donald Alexander Smith, négociant de fourrure, financier, magnat du chemin de fer et homme politique canadien, fait un don de un million de dollars pour la construction d’un nouvel hôpital à Montréal : l’hôpital Royal Victoria. L’Université McGill bénéficia aussi largement de la fortune de Smith qui versa au total plus d’un million de dollars pour la construction de nouveaux pavillons et l’implantation de nouvelles facultés, dont un collège pour les femmes, le Royal Victoria College. Ce collège a servi cette mission d'origine jusqu'en 1971.
Emily Stowe, la première femme médecin canadienne, joue un rôle majeur dans la fondation du Women's College Hospital en 1883. C'est la première université pour femmes en médecine au Canada.
En 1897, l'Ewart College  est fondé à Toronto pour former des femmes missionnaires affiliées à l'Église presbytérienne du Canada. Le College est fusionné avec le Knox College de l'Université de Toronto en 1991.
De nos jours, le Brescia University College est le seul collège pour femmes canadien de niveau universitaire. Brescia est affilié avec l'université de Western Ontario et se situe sur son campus.

## États-Unis
Les universités pour femmes américaines (en) ont en majorité été fondées au début du XIXe siècle, en réponse à un besoin d'éducation supérieure pour les femmes à une époque où elles n'étaient pas admises dans la plupart des institutions appropriées. L'Oberlin College est la première institution d’enseignement supérieur américaine à admettre des étudiants de sexe féminin (1837) et afro-américains (1835).

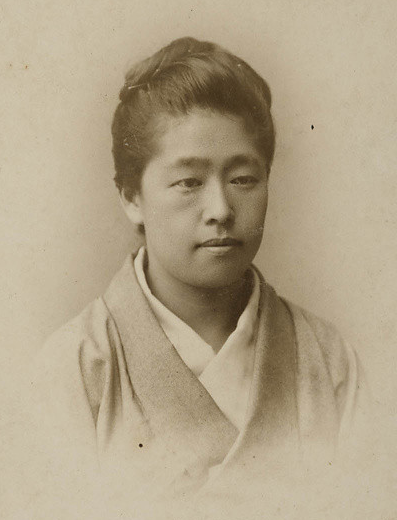
Tsuda Umeko (1864-1929) a étudié aux Bryn Mawr College et St Hilda's College et a fondé ce qui est devenu l'université Tsuda.

La fin du XIXe siècle aux États-Unis est marquée par l'importance accrue des établissements pour femmes, laquelle a engendré des emplois pour les femmes scientifiques ainsi que davantage de possibilités d'éducation. À cette époque, les autres collèges et universités commencent à permettre l'admission des femmes : on y recense environ 3 000 femmes en 1875, et presque 20 000 en 1900.
Par exemple, en 1880, la future astronome américaine Annie Jump Cannon commence ses études aux Wellesley College, Massachusetts, un des meilleurs établissements pour femmes du pays.
De 1960 à 2008, le nombre d'universités pour femmes aux États-Unis est passé de 300 à 60.

### Sept universités Sœurs
Les Sept Sœurs (Seven Sisters en anglais) sont un regroupement d'universités féminines américaines créé en 1927 pour promouvoir l'éducation des femmes. Les membres sont parmi les premières universités féminines créées aux États-Unis, fondées entre 1837 et 1889. Les Sept Sœurs sont :
- Barnard College (New York, New York) à côté de l'université Columbia ;
- Bryn Mawr College (Bryn Mawr, Pennsylvanie) ;
- Mount Holyoke College (South Hadley, Massachusetts) ;
- Radcliffe College (Cambridge, Massachusetts) ;
- Smith College (Northampton, Massachusetts) ;
- Vassar College (Poughkeepsie, New York) ;
- Wellesley College (Wellesley, Massachusetts) ;

En 2008, cinq des directeurs d'admission des Sept Sœurs se sont rendus dans plusieurs pays du Moyen-Orient pendant trois semaines pour promouvoir leurs établissements outre-Atlantique.

## Royaume-Uni

### Angleterre

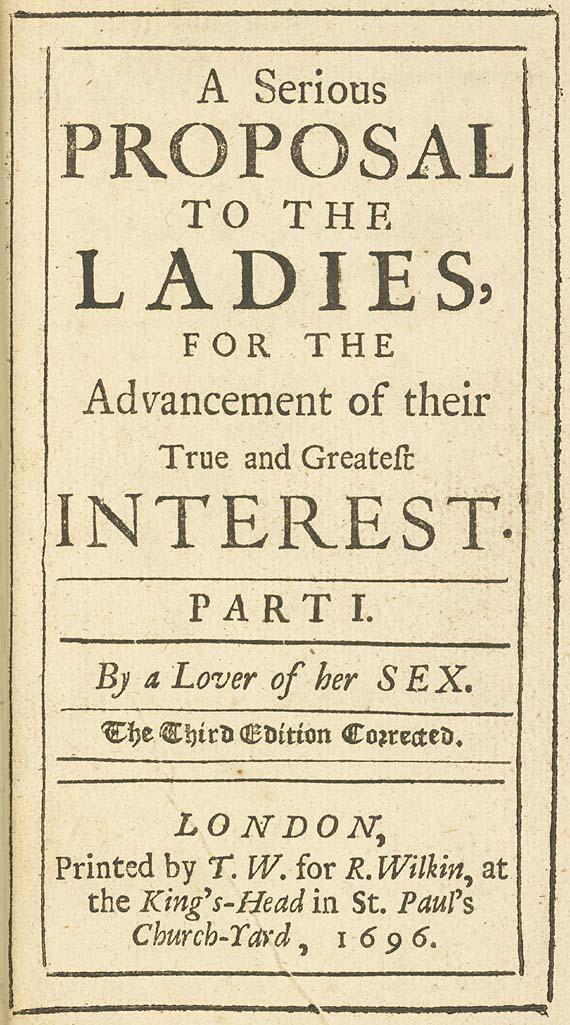
La première page du livre de Mary Astell proposant une université pour femmes (1694).

La théologienne anglaise Mary Astell est l'une des premières femmes anglaises à promouvoir l'idée que les femmes sont aussi rationnelles que les hommes, et méritent tout autant une éducation. En 1694, son ouvrage Serious Proposal to the Ladies for the Advancement of their True and Greatest Interest présente un plan pour une université exclusivement pour femmes . Ce projet est ridiculisé par plusieurs auteurs populaires : Susanna Centlivre dans La Table à bassette (1705), Swift et Steele dans Le Babillard. Après deux échecs de financement, Astell publie la deuxième partie de sa Proposition. Elle parvient finalement à aider Lady Elizabeth Hastings, Lady Catherine Jones et Lady Ann Coventry à la fondation d'une école pour filles de militaires retraités, laquelle a existé jusqu'en 1862.
Le Bedford College de Londres est, en 1849, le premier établissement pour femmes au Royaume-Uni.
En Angleterre, une fois les femmes admises à l'université, on décide que les sexes doivent être séparés et les universités d'Oxford et de Cambridge créent des colleges séparés pour les femmes.
C'est au premier de ces collèges à Cambridge, le Girton College, que l'économiste Joan Robinson, l'une des figures importantes de l'École de Cambridge et du keynésianisme, a étudié à partir de 1922.
La féministe japonaise et pionnière de l'éducation des femmes de l'époque Meiji, Tsuda Umeko, a étudié au St Hilda's College d'Oxford, en plus du Bryn Mawr College aux États-Unis.
En 2003, quatre de ces colleges existent toujours et les étudiants défendent leur existence.

#### Liste des collèges
Historiquement
- Lady Margaret Hall, Oxford (devient mixte en 1979)
- St Anne's College, Oxford (devient mixte en 1979)
- St Hugh's College, Oxford (devient mixte en 1986)
- Somerville College, Oxford (devient mixte en 1994)
- St Hilda's College, Oxford (devient mixte en 2008)
- Girton College, Cambridge (devient mixte en 1976, le premier collège mixte de Cambridge)
- Royal Holloway, université de Londres (devient mixte en 1965)

En fonction
- Murray Edwards College, Cambridge (auparavant, New Hall)
- Newnham College, Cambridge
- Lucy Cavendish College, Cambridge

### Écosse
Au XVIe siècle et XVIIe siècle, la théologie chrétienne était le département central des universités, alors vu la place des femmes dans l'Église, elles en étaient automatiquement exclues. Ce n'est que plus tard, lorsque l'université prend acte des arts et lettres, que la question de l'admission des femmes devient pratique, puisque ces sujets correspondent à la conception de l'époque du rôle de la femme. En avril 1874, on présente au Parlement écossais « un projet de loi pour lever le doute quant aux pouvoirs des universités d'Écosse d'admettre des femmes comme étudiants et de leur accorder des diplômes. »
Le Parlement britannique adopte en 1889 une loi permettant l'admission des femmes dans les universités écossaises, le Universities (Scotland) Act (en). Cependant, un certain nombre de cours ne leur sont pas ouverts, aussi, l'université de St Andrews crée le titre de Lady Literal in Arts (LLA), considéré comme supérieur à un certificat pour se trouver un emploi en éducation.

## Arabie saoudite

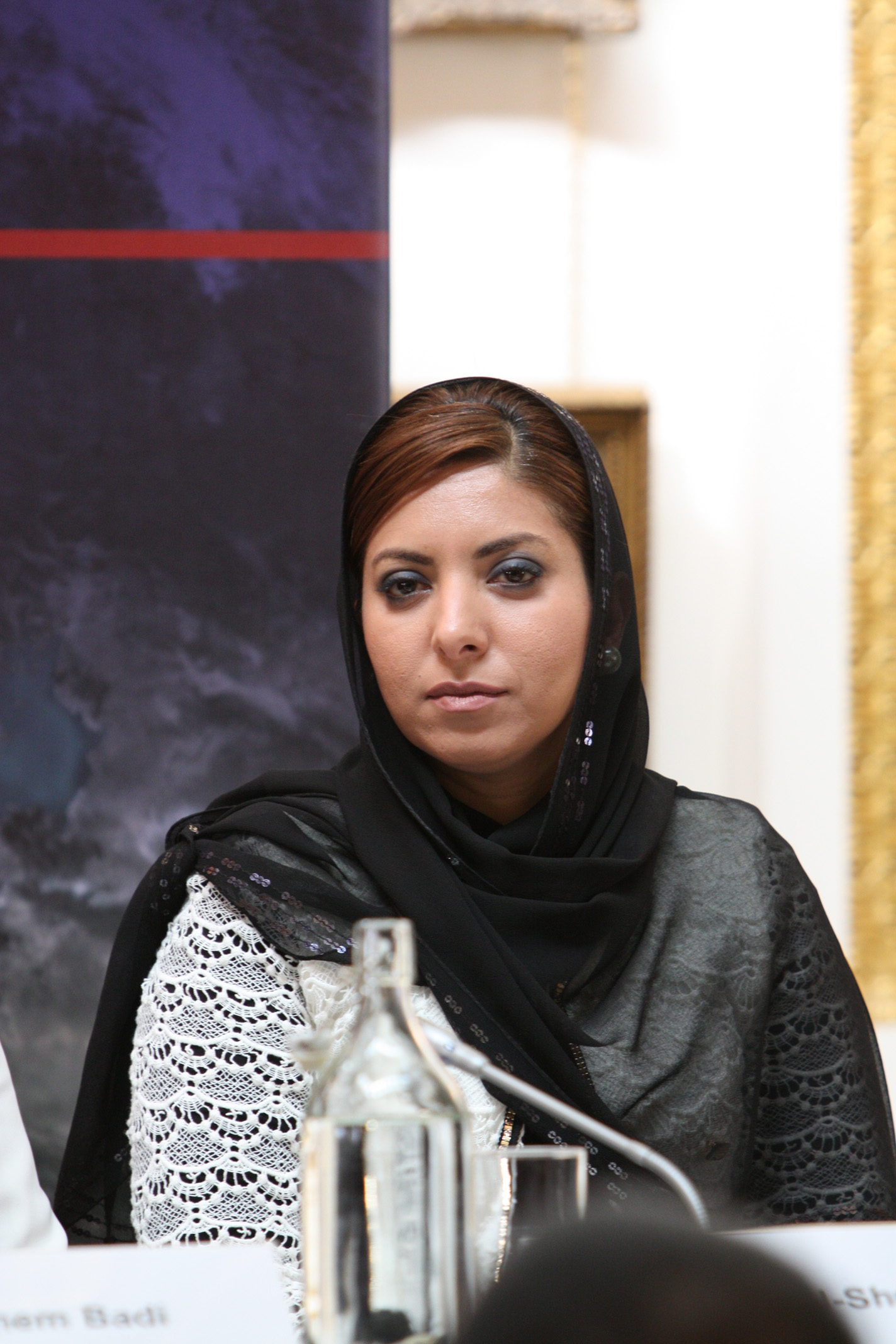
, diplômée de l'université du Roi-Saoud, Ph.D. de l'université George-Washington, secrétaire générale et exécutive de lArab British Chamber of Commerce.

La plupart des principales universités d'Arabie saoudite sont composées de deux branches : l'une pour femmes seulement et l'autre pour les hommes seulement. C'est le cas des institutions suivantes :
- Université du Roi-Saoud
- Iman University (en)
- Université du roi Abdulaziz
- Université du roi Faisal
- Prince Sultan University (en).

Ces institutions sont réservées aux femmes :
- Université Effat
- Université Princesse Nora bint Abdul Rahman

### Histoire
À partir des années 1950, l'Arabie saoudite interdit la mixité dans l'éducation (sauf pour les jardins d'enfants). Le code du travail allait de même, mais à partir de 2006, cette interdiction n'est plus précisée.
Durant le premier boom du pétrole, plusieurs hommes arabes qui ont étudié à l'étranger reviennent au pays avec des femmes étrangères, causant des soucis aux pères saoudiens qui avaient des filles à marier. Vers la fin des années 1970, le gouvernement augmente le nombre de places universitaires pour les femmes afin de rendre les Saoudiennes plus désirables comme épouses pour les Saoudiens éduqués.
En 1975, l'université du Roi-Saoud (fondée en 1957) accepte des femmes étudiantes à plein temps et dans un programme, bien qu'à partir de 1961, il ait été possible pour des femmes d'assister à des cours.

## Émirats arabes unis
À Dubaï, au Dubai Women's College (en) se trouve la seule chaire de l'UNESCO en technologie des communications et journalisme pour les femmes de la région, en 2005.

## Espagne
Très tôt, au début du XXe siècle, deux établissements secondaires pour les femmes, précurseurs en Europe, sont fondés : la Residencia de Señoritas de Madrid, premier établissement officiel destiné à promouvoir l'enseignement universitaire pour les femmes, créée en 1915 par Maria de Maeztu, pédagogue de l'Institution libre d'enseignement, puis la Residència Internacional de Senyoretes Estudiants (en français : Résidence internationale des jeunes filles étudiantes), créée en 1931 à Barcelone.
Les deux établissements doivent cesser de fonctionner à la suite de la guerre d'Espagne (1936-1939) et de l'arrivée au pouvoir des nationalistes de Franco. Ils sont notamment remplacés sous la dictature franquiste par l'Institut Isabel la Católica de Madrid, animé par la Section féminine de la Phalange, qui éduque les jeunes filles à leur rôle dans l'Église et dans le foyer familial.  

## Inde
Le Bethune College est une université pour femmes en Inde. Une école est fondée en 1849 par John Elliot Drinkwater Bethune et en 1879, elle devient la première université pour femmes de l'Inde.
Vers la fin des années 1990, le développement des collèges communautaires en Inde inclut un projet d'échange entre des établissements américains et le Stella Maris College, un collège catholique pour femmes à Madras.

## Iran

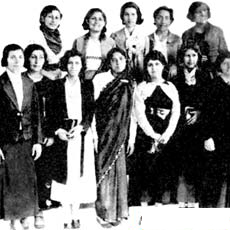
Les premières Iraniennes universitaires, vers 1935.

En septembre 2012, les femmes forment plus de 60 % de la population universitaire, en Iran.
Avant la Révolution iranienne de 1979, des femmes exigent des universités pour femmes, car plusieurs familles traditionnelles voyaient d'un mauvais œil que les professeurs des universités soient des hommes ou que les universités ne soient pas islamiques. La Alzahra University (en) est fondée en 1964.
Après la Révolution, les places pour les femmes en éducation et pour leur participation croît exponentiellement.

## Japon

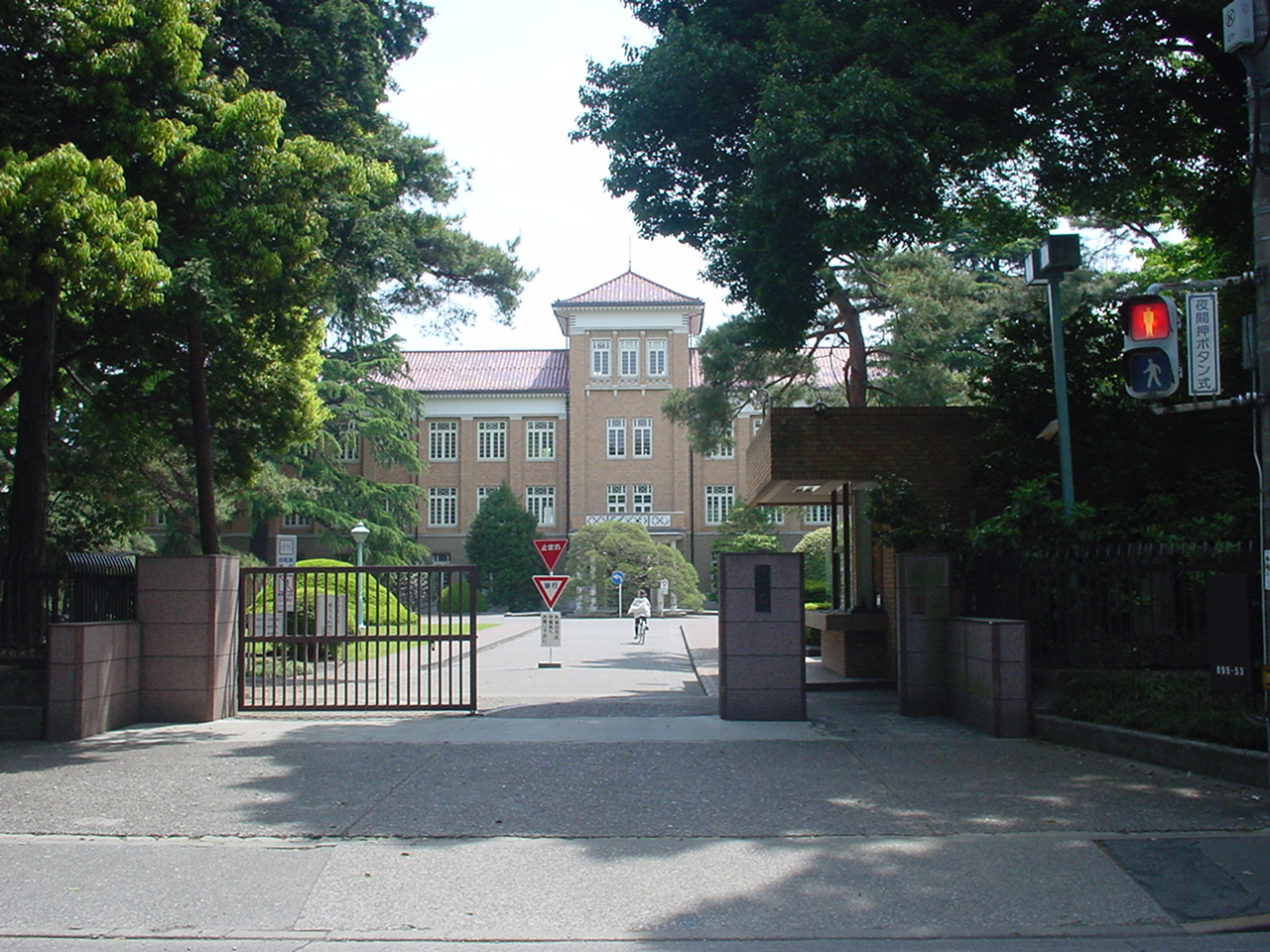
L'université Tsuda est l'une des plus anciennes universités privées pour femmes du Japon.

### Histoire
En 1886, le philosophe et éducateur Masakazu Toyama (外山正一) publie en japonais Un traité pour l'éducation des femmes et une méthode pour l'expansion de la chrétienté qui appelle à la création d'universités pour femmes, à une époque où le pays en comptait une ou deux. Le but n'était pas de fournir aux femmes une éducation supérieure, tel que dans les universités pour femmes américaines, mais d'en faire des citoyennes et épouses plus « civilisées » et de statut social supérieur.
Au Japon, un tiers de la main-d’œuvre est constituée de « dames de bureau », formées dans des universités pour femmes. L'auteur Brian J. McVeigh y a enseigné et constate que ces institutions utilisent des procédés de « japonaisité » et d'internationalisme afin de préparer leurs étudiantes à leurs futurs rôles d'employées de bureau et de mères. Ceci est cohérent avec le fait que la plupart des universités pour femmes japonaises n'offrent pas de programme de doctorat et se spécialisent dans les domaines considérés féminins. Par exemple, l'université Tsuda offre dès 1965 un programme de littérature anglaise car le ministère de l'Éducation le considère ainsi. Par ailleurs, les facultés non traditionnellement féminines, telles les sciences et les mathématiques, ont des professeurs qui sont majoritairement des hommes. L'université Tsuda, fondée en 1900 par la féministe japonaise Tsuda Umeko (津田 梅子), est l'une des plus anciennes universités privées pour femmes du Japon et a significativement contribué à permettre l'accès des hautes études aux femmes.

#### Situation contemporaine
La plupart des universités pour femmes japonaises sont des universités privées, quelques-uns reçoivent un financement du gouvernement de leur préfecture et deux reçoivent leur financement du gouvernement national, soient l'université pour femmes de Nara et l'université pour femmes d'Ochanomizu.

## Pakistan
- Jinnah University for Women (en), Karachi, Pakistan (fond. 1998)
- Lahore College for Women University (en), Pakistan (fond. 1922)